# Alessandro Manzoni
Alessandro Manzoni (Milano, 7. ožujka 1785. – Milano, 22. svibnja 1873.), talijanski književnik.
Započeo je kao neoklasicist i pjesnik jakobinskih ideala. Na njega i njegov književni razvoj bitno je utjecao boravak u Parizu. Roman "Zaručnici" je reprezentativan talijanski povijesni roman u kojemu je sadržano povijesno iskustvo talijanskog naroda.
Umro je zbog komplikacija uzrokovanih padom niz stube pri izlasku iz crkve.

## Djela
- "Svete himne",
- "Peti svibnja",
- "Ožujak 1821.",
- "Fermo i Lucija",
- "Trijumf slobode".